# Pequena burguesia
Pequena burguesia é um termo que descreve a classe média no marxismo, sendo o proletariado a classe baixa e a burguesia a classe alta. Pequeno burguês é aquele que pertence a uma classe social que compreende trabalhadores semiautônomos, funcionários públicos e mercadores de pequena escala cuja posição econômica é determinada como refletindo-se na da alta burguesia, com os quais alguns pequenos burgueses se desejam identificar e que procuram imitar. Outros pequenos burgueses encontram mais semelhanças entre a sua situação intermédia e o proletariado, unindo-se a este para combater o patronato e a alta burguesia.
O termo é político-econômico, e refere-se ao materialismo histórico. Ele originalmente denotava a classe média no século XVIII e início do XIX. No meio do século XIX, o teórico proeminente da sociopolítica econômica, Karl Marx, e outros teóricos marxistas usaram o termo pequena burguesia para identificar o estrato socioeconômico da burguesia que compreendia os capitalistas de pequena escala, como os lojistas, e trabalhadores que gerenciam a produção, distribuição ou troca de bens, funcionários públicos e serviços de posse dos patrões burgueses.